# Кастиљиончело дел Триноро (Сијена)
Кастиљиончело дел Триноро је насеље у Италији у округу Сијена, региону Тоскана.
Према процени из 2011. у насељу је живело 13 становника. Насеље се налази на надморској висини од 788 м.